# Halcyonair
Halcyonair S.A. è stata una compagnia aerea capoverdiana, con sede e hub principale allora situati presso l'Aeroporto Internazionale Amílcar Cabral di Espargos, a Ilha do Sal. Fu fondata nell'aprile 2005 e operò voli domestici tra le isole di Capo Verde fino al 2013, anno in cui fu chiusa.

## Destinazioni
Al momento della chiusura, Halcyonair operava verso le seguenti destinazioni, tutte situate a Capo Verde:
- Boa Vista
- Maio
- Praia
- Ilha do Sal
- São Filipe
- São Nicolau
- São Vicente

## Flotta

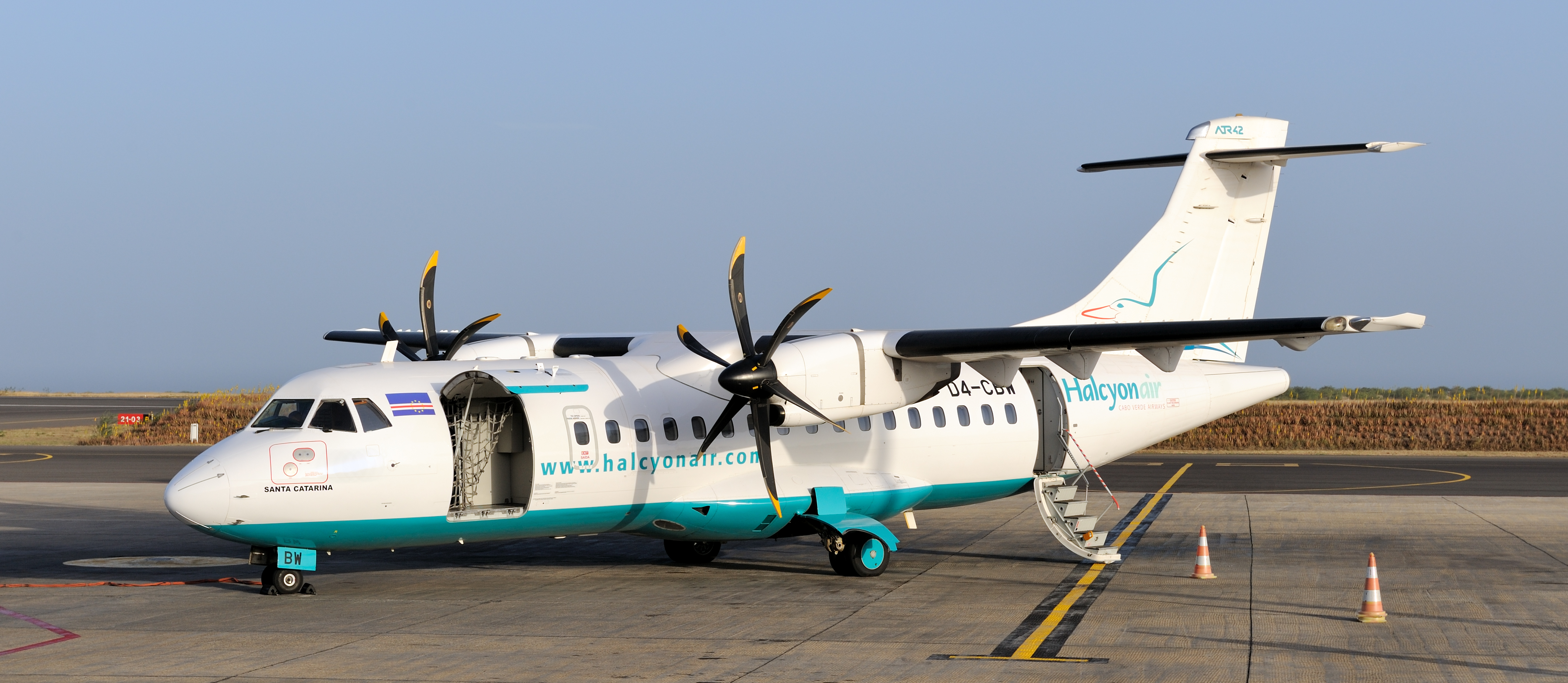
Un ex ATR 42 della compagnia.

Al momento della chiusura, la flotta di Halcyonair era composta dai seguenti aeromobili:
| Aereo      | Totale | Passeggeri | Note |
| ---------- | ------ | ---------- | ---- |
| ATR 42-300 | 1      | 48         |      |
| ATR 42-500 | 1      | 48         |      |